# Українське Дунайське пароплавство
Українське Дунайське пароплавство (ПрАТ «УДП») — судноплавна компанія, що здійснює перевезення вантажів і пасажирів морським та річковим транспортом, 100 % акцій якої належать державі в особі Міністерства інфраструктури України.
Основні види діяльності компанії — перевезення вантажів і пасажирів річковим транспортом по Дунаю та морським транспортом в Чорноморському та Середземноморському регіоні, а також суднобудування та судноремонт на Кілійському суднобудівно-судноремонтному заводі.
Статутний капітал ПрАТ «УДП» складає 579 509 868 грн. На балансі — 430 суден (станом на початок 2018 року).

## Історія
Розвиток судноплавства Дунаєм розпочався ще у XIX столітті. У 1834 році ізмаїльські купці володіли 20 суднами, ренійські — 5 одиницями флоту. Щоб вивезти товари за кордон найкоротшим шляхом, застосовувався невеликий за вантажопідйомністю транспорт, оскільки Кілійський рукав Дунаю не дозволяв проходити суднам з осадкою більше 6 футів (1 фут — 33 см).
У середині XIX століття спостерігається піднесення дунайських портів. Тільки у 1846 році Ізмаїл відвідало 138 суден, серед них: 50 — російських, 45 — турецьких, 38 — грецьких, 8 — австрійських, 2 — англійські. Поразка Російської імперії у Кримській війні (1853 — 1856 рр.) стала головною перешкодою розвитку дунайської торгівлі. Протягом 20-х років Росія фактично була усунута з Дунаю. Після перемоги у Російсько-турецькій війні (1877—1878) державний кордон Росії було встановлено по Кілійському гирлу Дунаю і по річці Прут.
На початку 80-х років XIX століття перед російським урядом постало завдання створення російського пароплавного товариства на Дунаї. 3 липня 1881 року було затверджено «Положення про термінове товарно-пасажирське пароплавне сполучення між містами Одесою та Ізмаїлом із заходженням до Кілії й Рені». У документі зазначалося, що …«Ю. Є. Гагарін бере на себе зобов'язання утримання за допомогою належного йому пароплава „Ольга“ правильного товарно-пасажирського сполучення…». Кожні два тижні до Ізмаїла, потім Кілії, з Кілії до Рені, з Рени до Ізмаїла і через Сулину до Одеси пароплав підприємця здійснював термінові рейси. Швидкість судна дорівнювала 7 вузлам. Другий пароплав Ю. Є. Гагаріна «Федір», перейменований 1883 року у «Ізмаїл», здійснив 18 рейсів до порту Рені.
Юрій Євгенович Гагарін став першопрохідником у встановленні регулярної дунайської торгівлі. Мета його була шляхетною — відкрити російському комерційному флоту шлях на Дунай. На нову, ще невідому справу він витрачав увесь свій капітал. Поступово налагоджувалися регулярні каботажні перевезення між російськими дунайськими портами. Однак розвиток капіталістичного виробництва, збільшення випуску продукції потребували нових ринків збуту товарів. Потрібно було встановлювати тісні торговельні зв'язки із придунайськими країнами. Вирішити це питання лише власними силами Гагарін не мав змоги. Його особистих коштів для цього було недостатньо.
У 1883 році справа, розпочата Гагаріним, переросла у торговельну компанію. З 8 (21) листопада 1883 року вперше в історії вітчизняного торговельного судноплавства на Дунаї Росія встановлює регулярні міжнародні торговельні зв'язки з придунайськими державами — з'явилося перше російське пароплавне товариство «Князь Юрій Гагарін і Ко».
Щоб втриматися на берегах Дунаю в конкурентній боротьбі з пароплавними компаніями інших іноземних держав, необхідно було мати сильний торговий флот. Тому через декілька років, у 1886 році, пароплавне товариство князя Гагаріна було перетворено в акціонерне товариство з назвою «Чорноморсько-Дунайське пароплавство». Це товариство відкрило шлях російським товарам по великій європейській річці і довело вигідність пароплавного сполучення на Дунаї.
У 1903 році у цьому районі розпочало свої торгові операції Дунайське пароплавство, і на «прутській лінії» курсувало декілька буксирів та 38 шаланд, якими зерно доставлялося до Рені, а звідти вивозилося переважно до Одеси. У 1913 році з Ренійського порту було вивезено понад 4385 тис. пудів зернових.

### Радянський період
Рішенням Державного Комітету Оборони СРСР для забезпечення перевезень по Дунаю радянських військ й техніки, а також народногосподарських вантажів, 14 жовтня 1944 року у місті Ізмаїлі було створено Радянське Дунайське державне пароплавство. Начальниками пароплавства працювали Данченко Олексій Євгенович (1944, в.о.), Матюшев Пилип Андрійович (1944—1946), Морозов Григорій Миколайович (1946—1949), Капікраян Лука Якович (1950—1966), Піляєв Валентин Антонович (1966—1977), Пилипенко Віктор Васильович (1977—1986), Техов Олексій Федорович (1986—1992).
Розпочавши свою діяльність у важких умовах воєнного часу, пароплавство у процесі свого розвитку пройшло ряд етапів:
- відновлення трофейних пошкоджених і піднятих з дна річки суден;
- модернізація флоту;
- майже повне відновлення транспортних річкових суден;
- створення власного морського флоту пароплавства.

Зростання товарообігу, розвиток судноплавства по Дунаю потребували оснащення пароплавства якісно новими суднами. У 50-60-х роках було побудовано 75 нових буксирів та штовхачів типу: «Владивосток», «Київ», «Москва», «Рига», «Іваново», «Корнойбург», а у 70-80-х роках річковий флот пароплавства поповнився потужними штовхачами таких типів, як «Сергій Авдеєнков», «Запоріжжя», «Ленінград», та 19 самохідними суховантажними суднами серії «Капітан Антипов». Поряд з цим із експлуатації виводився застарілий флот. У ті роки йшло швидке поповнення несамохідного флоту за рахунок будування наливних та суховантажних барж на Кілійському судноремонтному заводі, а також на верфях Австрії, Румунії, Болгарії — усього більше 1300 одиниць.
Судна пароплавства щорічно перевозили 70 % усіх дунайських вантажів, в основному метал, зерно, руду, устаткування, що зробило Радянське Дунайське пароплавство монополістом на річці.
У 1957 році на Кілійській частині дельти Дунаю був відкритий глибоководний канал Прорва, що сприяло розвитку морських перевезень та флоту УДП.
На морські закордонні лінії пароплавство вийшло наприкінці 50-х років, коли увійшли у експлуатацію морські судна типу «Тиса». У 60-х роках були побудовані морські суховантажні судна таких типів, як «Тарту», «Ельва», «Фрязіно», «Шенкурськ», «Новий Донбас», «Інженер Бєлов», «Балтийський», «Олександр Довженко» (усього близько 30 суден), а в 70-х — 35 наливних та суховантажних суден типу «Кишинів», «Балтика», «Алтай», «Сосновець», «Росток», «Юний Партизан», «Василь Шукшин». Вантажопідйомність морського самохідного флоту складала 300 тис. тонн.
19 травня 1978 р. на підставі міжурядової угоди чотирьох країн — Болгарії, Угорщини, Радянського Союзу та Чехословаччини — було створено міжнародне господарське судноплавне підприємство «Інтерліхтер», учасниками якого стали пароплавства БРП, МАХАРТ, РДП та ЧСПД. До сфери його діяльності входило безперевалочне транспортування вантажів у ліхтерах між придунайськими країнами та державами Південної та Південносхідної Азії.
З 1984 року діяла ліхтеровозна транспортно-технологічна система, що обслуговувалася ліхтеровозами «Борис Полевой», «Павло Антокольський», «Анатолій Железняков» та «Микола Маркін». Система працювала за такими напрямками: порти Чорного та Середземного морів, Близького Сходу, Північної та Східної Африки.
За період свого існування — з грудня 1978 р. по вересень 1995 р. — морські судна МГСП «Інтерліхтер» «Юліус Фучік» та «Тибор Самуелі» здійснили 252 рейси на лініях Дунай — Індія — Пакистан та Дунай — Меконг. Обсяг перевезень за ці роки склав 6,4 млн тонн, у тому числі в експорті придунайських країн — 4,3 млн тонн.
Наприкінці 80-х років пароплавство будує десять суден-овочевозів змішаного плавання Дунай — море серії «Георгій Агафонов».
Радянське Дунайське пароплавство у 80-х роках було великим комплексним підприємством, транспортний флот якого нараховував більше 1000 одиниць дедвейтом близько 1 млн тонн. РДП забезпечувало перевезення зовнішньоторговельних вантажів країни, вантажів іноземних власників у басейні річки Дунай, а також на порти Чорного, Середземного, Червоного морів, Південносхідної Азії, Західної та Північної Європи.
Щорічний обсяг перевезень складав 11,5-12 млн тонн. Судна пароплавства щорічно відвідували понад 150 портів різних країн світу. Пасажирські морські та річкові судна здійснювали перевезення радянських та іноземних туристів. Великою популярністю користувалася пасажирська туристична лінія «Від Альп до Чорного моря», яка вперше у системі морського флоту СРСР довела рентабельність пасажирських перевезень. Цю лінію обслуговували річкові теплоходи «Амур», «Дунай» та морські «Бєлінський», «Осетія». З подовженням маршруту до порту Стамбул (Туреччина) на лінію вийшли сучасні комфортабельні судна: «Волга», «Дніпро», «Україна», «Молдавія» та морський теплохід «Айвазовський».
Місцеві лінійні перевезення обслуговували судна на підводних крилах «Ракета», «Восход», «Метеор» (морські — «Комета»), прогулянкові судна й озерні трамвайчики, а з 80-х років — «Ізмаїл» та «Ізмаїл-2».
У 1983 році Радянське Дунайське пароплавство було нагороджено орденом Дружби народів.

### Український період
У 90-х роках флот Українського Дунайського пароплавства поповнився серією з шести морських суден, побудованих у Португалії. Головне — теплохід «Измаил», перше судно, введене в експлуатацію під прапором суверенної України, у 1990 році було визнано кращим у своєму класі авторитетним морським виданням «Ллойд лист». Основні вантажі морських перевезень — метал, зерно, пилоліс, добрива, цитрусові.
Протягом наступних років річковий флот УДП поповнився 25-ма сучасними несамохідними суднами — баржами-секціями SL, SLG, танкерами SLT, побудованими на Кілійському СБСРЗ. Проект виконано на основі ретро-реконструкцій незатребуваного парку ліхтерів ДМ.
Основними документами, що свідчать про високу якість роботи пароплавства, є: сертифікат МКУБ — управління безпекою і сертифікат відповідності системи якості ІСО-9002, отримані першими в Україні.
У 2001 році ВАТ «Українське Дунайське пароплавство» першому в країні було присвоєно статус національного перевізника.
Пріоритетним напрямком діяльності Дунайського пароплавства є надання транспортних послуг юридичним і фізичним особам з гарантованою якістю перевезень, зручністю і безпекою доставки вантажів і пасажирів. Основний напрямок компанії зосереджений на задоволенні потреб та інтересів клієнта, а також на розвитку тривалого співробітництва.
ПрАТ «УДП» — одна з найбільших судноплавних компаній не тільки в Україні, але й у Західній Європі, яка за роки діяльності підтвердила свій авторитет надійного партнера і безсумнівного лідера в наданні транспортних послуг і підтриманні відповідного рівня безпеки перевезень. Свідченням тому є велика кількість вітчизняних і міжнародних нагород, серед яких: «Золота Фортуна», сертифікат про входження до рейтингу кращих компаній України, номінація в «Золотій книзі української еліти».

### Російсько-українська війна
Незадовго до вторгнення Росії в Україну УДП отримало нового керівника, наказом Міністерства інфраструктури України № 10-ОС від 21 лютого 2022 року Москаленка Дмитра Олеговича призначено тимчасово виконуючим обов'язки генерального директора УДП. З початку російської агресії підприємство змушене працювати в напружених умовах, адаптуватися до змін в ринковій кон'юнктурі та шукати нові шляхи оптимізації бізнесу. Одним з ключових викликів для УДП є зміни в економічному середовищі на ринку перевезень на Дунаї, зокрема через збільшення вартості фрахту та зміну номенклатури вантажів. Наразі підприємство активно розвиває короткострокову стратегію зі збільшення провізної здатності та реалізації комерційних ринкових можливостей. Одночасно, УДП планує розвивати середньострокову стратегію з програмою модернізації та ефективної роботи на всьому Дунаї. Напад російської армії на Україну став великим викликом для УДП, яке змушене працювати в умовах війни. Підприємство діє в умовах обмежень на морські перевезення та збільшення питомої ваги зернових вантажів. Також, УДП відчуває напруженість на інфраструктурі Кілійського судноремонтному заводу та активно займається модернізацією та вводить нові баржі в експлуатацію.
Крім проблем, прямо повя'заних із російським вторгненням в Україну, незадовго після нападу Росії на Україну УДП довелося зіткнутися із «нападом» в Угорщині, де мала місце спроба таємного відчуження особняка УДП в Будапешті. УДП придбало будинок ще за часів СРСР та вже з його розпадом будинок став предметом правових спорів. У 2006 році УДП та Головне агентство УДП в Угорщині погодилися продати будівлю угорській компанії Intelcom Kft за 8 мільйонів доларів, проте оплата так і не надійшла на рахунок УДП. Як наслідок, право власності на будівлю залишалося за УДП, але юридичні спори продовжувалися, що ставило під загрозу право власності компанії.
Здавалося б, було знайдено спосіб захистити будинок, передавши його одній із дочірніх компаній УДП в Угорщині. Однак із призначенням керівником УДП Павла Яценка в квітні 2021 року позиція УДП щодо будинку змінюється, новопризначений керівник УДП вирішив не захищати будинок вказаним способом та повернув його Головному агентству УДП в Угорщині за «порадою» юристів Intelcom Kft (покупця). Це й дало змогу в подальшому здійснити спробу відібрати право власності на будівлю за допомогою директора Головного агентства УДП в Угорщині. 2 березня 2022 року, незадовго після того, як Росія напала на Україну, тодішній директор головного агентства Бокотей Янош (Bokotey Janos) змінив угоду про купівлю-продаж будівлі Intelcom Kft так, щоб право власності на будівлю перейшло до покупця за умови сплати всього 1 з 8 мільйонів доларів і так заниженої ціни. Проте, нинішнє українське керівництво УДП на чолі з Дмитром Москаленком дізналося про цю сумнівну угоду та вжило заходи для повернення контролю над будівлею, хоч юридична боротьба надалі триває. 3 березня 2023 року керівництво УДП обговорило із представниками Міністерства інфраструктури України та Комітету Верховної Ради України з питань транспорту та інфраструктури ряд болючих питань, зокрема, захист нерухомості підприємства за кордоном. Обговорення відбулося в рамках робочого візиту представників міністерства та парламенту до портів та інших важливих інфраструктурних об'єктів Придунав'я.
Крім спроби заволодіння будинком, нинішнє керівництво УДП виявило сумнівну угоду з передачі 91 баржі всього за 1 євро, а також факт виплати собі 100 тис. євро одним із місцевих екс-керівників (не враховуючи 70 тис. євро податку). За останнім фактом за ініціативою УДП в 2022 році в Угорщині було розпочато розслідування щодо Костянтина Костюченка, екс-керівника угорських дочірніх компаній «ТРАНСХОЛД» (Transhold Kft) і «ТРАНСШИП» (Transsip Kft).
За результатами 2022 року, УДП обробило близько 10 % загального вантажообігу дунайських портів України, включаючи річкові та морські перевезення. На початок квітня 2023 року в експлуатації УДП було 24 самохідних суден вантажного річкового флоту та приблизно 197 несамохідних. УДП має потенціал перевозити в 1,5-2 рази більше вантажів, але не вистачає тоннажу. У зв'язку з цим, компанія розпочала проєкт будівництва барж типу SLG із 86 ліхтерів-донорів, що має дати можливість отримати 5-6 баржевих караванів за 2-3 роки. Ще однією проблемою є те. що УДП має старий тяговий флот, який потребує модернізації. Існування компанії може бути під загрозою через посилення природоохоронних стандартів, які можуть фактично заборонити використовувати флот УДП у країнах ЄС. Тому УДП проводить перемовини з європейськими верфями щодо капітальної модернізації тягового флоту та розглядається проєкт модернізації заводського сліпу в Кілії. В 2022 році, УДП також запустило власний стивідорний комплекс.
Вночі з 1 на 2 серпня 2023 року збройні сили РФ атакували об'єкти портової та промислової інфраструктури Дунаю. Внаслідок обстрілу суттєвих руйнувань зазнала триповерхова будівля «Морвокзалу» та адміністративна будівля Дунайського пароплавства в порту Ізмаїл.

#### Українізація назв суден
Ще з радянських часів абсолютна більшість суден компанії носили назви російських міст чи називалися на честь діячів комуністичного режиму. У 2023-му році компанія почала процес перейменування суден. Нові назви та відповідні реєстраційні документи у 2023-2024-х роках отримали 13 буксирів, 7 самохідних суден та ще 3 інших судна. При перейменуванні робили акцент на українських містах, зокрема й тих, що нині окуповані Росією - Генічеськ, Севастополь, Феодосія. Компанія планує поступово перейменувати всі свої судна.

## Сучасний стан
ПрАТ «Українське Дунайське пароплавство» є однією з найбільших судноплавних компаній в Україні та у Придунайському регіоні. Компанія виробляє 20 % транспортної продукції протягом 2400 км від гирла річки Дунай до порту Кельгайм (Німеччина).
Унікальність судноплавної компанії полягає в тому, що УДП, маючи у своєму розпорядженні морський та річковий флот, а також вдале географічне розташування базових портів Рені, Ізмаїл, Усть-Дунайськ, сприяє створенню транспортного вузла, який забезпечує зовнішньоекономічні інтереси України в придунайських країнах, а також у країнах Чорного та Середземного морів.
На сьогоднішній день Українське Дунайське пароплавство має річковий флот чисельністю 75 самохідних суден та 245 одиниць несамохідного флоту. ПрАТ «УДП» оперує також флотом іноземних спільних підприємств, що налічує 125 одиниць несамохідного флоту. До складу морського флоту ПрАТ «УДП» входять 7 суден-суховантажів дедвейтом від 3 300 до 4050 тонн. Це шість суховантажів та одне судно для наливних вантажів. Також до складу флоту ПрАТ «УДП» входять 4 пасажирські комфортабельні судна — теплоходи «Україна», «Молдавія», «Дніпро» та «Волга».
Метою діяльності пароплавства є надання транспортних послуг юридичним та фізичним особам з гарантованою якістю, цілісністю вантажів, розробленням логістичних схем доставки вантажу в Україні.
Сьогодні у колектива ПрАТ "УДП" нові завдання — особлива увага приділяється приведенню флоту пароплавства у належний технічний стан. Програма оновлення флоту дозволила повною мірою забезпечити завантаженням Кілійський завод, внаслідок чого завод виведений на беззбитковий рівень. Більш того, сьогодні у пароплавства є всі можливості для будівництва нового флоту — відновлено програму будівництва на Кілійському заводі барж-зерновозів типу SLG, в 2018 році планується побудувати 4 одиниці таких барж.

## Керівництво
Власником 100% акцій підприємства є держава у особі Міністерства інфраструктури України.
- Техов Олексій Федорович — 1986 — 1997 рік — начальник Радянського Дунайського пароплавства, Українського Дунайського пароплавства, генеральний директор Українського Дунайського пароплавства, президент АТ «УДАСКО».
- Суворов Петро Семенович — 1997 — 14 лютого 2007 року — керівник ВАТ «УДП»
- Тітамир Олег Миколайович — з лютого 2007-го — в.о.
- Суворов Петро Семенович — з 2 березня 2007 — поновлений на посаді президента ВАТ «УДП»[16]
- Самошин Євген Сергійович — з 15 лютого 2008 — в.о.; з 10 липня 2008-го — голова правління (наказ № 841 від 10.07.2008 р., контракт №26-III від 10.07.2008 р)
- Сухоненко Вадим Володимирович — з жовтня 2008 - в.о., 9 квітня 2009 — 9 квітня 2010[17]
- Розвозчик Юрій Федорович — з 16 квітня 2010 — в.о.(наказ № 117-0);[18] 23 липня 2010 — 5 грудня 2011 — голова правління
- Долгов Олександр Петрович — з грудня 2011 — в.о.;[19] серпень 2012 — червень 2014  — голова правління
- Титамир Олег Миколайович — з 11 червня 2014 — голова-правління (наказ про призначення скасовано у результаті протестів трудового колективу)[20]
- Барінов Дмитро Анатолійович — 17 вересня 2014 — 16 вересня 2017  — голова-правління (наказ №176-О від 15.09.2014)
- Чалий Дмитро Сергійович — з 29 листопада 2017 — в.о.[21]; з 07 березня 2018 голова правління (наказ № 16-О)[22][23]) — 08 жовтня 2019[24]
- Хомяков Олексій Валерійович — з листопада 2019 — в.о. (наказ № 29-Ос від 8 листопада 2019)[25] - 30 квітня 2021 (наказ № 19-Ос від 30 квітня 2021)
- Яценко Павло Дмитрович - з квітня 2021 - т.в.о. (наказ № 19-Ос від 30 квітня 2021) - 21 лютого 2022
- Москаленко Дмитро Олегович - з лютого 2022 - т.в.о. генерального директора (наказ №10-ОС від 21 лютого 2022),[26] починаючи з 3 серпня 2022 року генеральний директор УДП на умовах строкового контракту до 2 серпня 2025 року.[27]

## Флот
Пасажирський флот

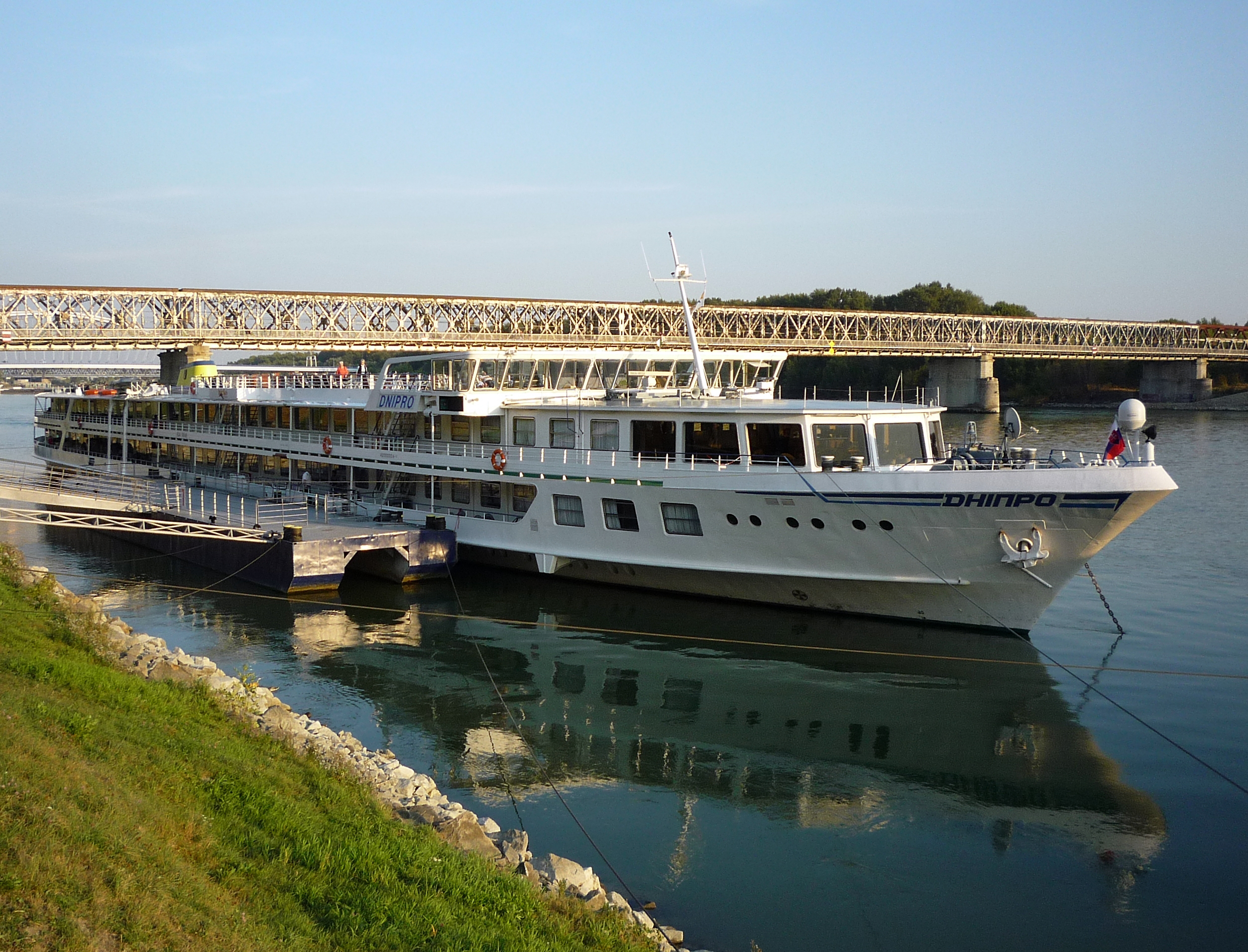
«Дніпро»

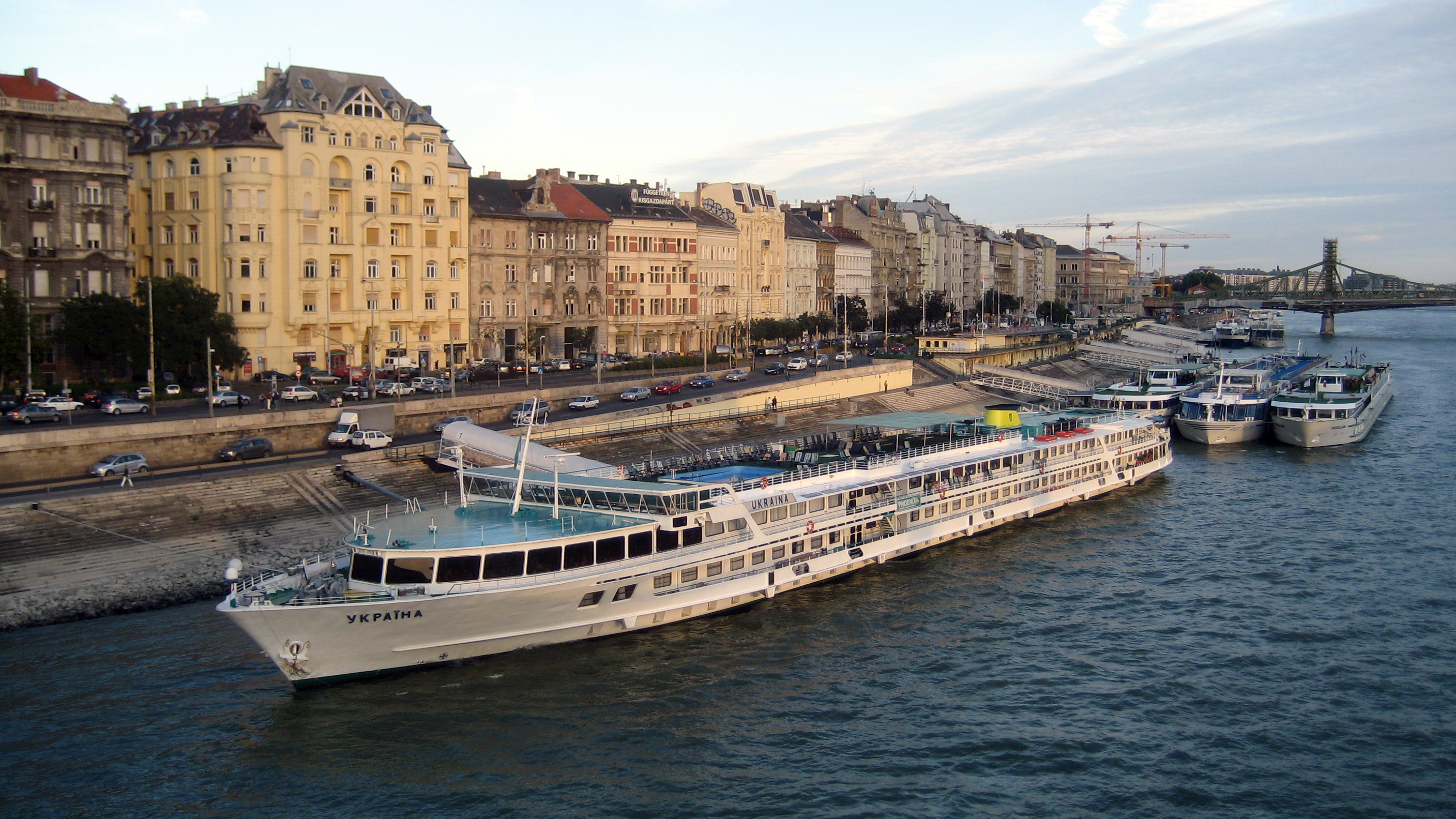
Теплохід «Україна»

До складу флоту ПрАТ «УДП» входять 4 пасажирські комфортабельні судна — теплоходи «Волга» та «Дніпро», побудовані у 1970 році, а також «Молдавія» та «Украïна», побудовані у 1979 році на австрійській судноверфі Корнойбург для міжнародної круїзної лінії «Від Альп до Чорного моря». Круїзні судна ПрАТ «УДП» позиціонуються на європейському ринку річкових круїзів у класі «Підвищений середній клас».
Морський флот
До складу морського флоту ПрАТ «УДП» входять 7 суден дедвейтом від 3300 до 4050 тонн. Це шість суховантажів типу «Ізмаїл» та одне судно «Десна» для наливних вантажів. Судна можуть здійснювати перевезення різних вантажів у районі Чорного, Азовського, Середземного морів, заходити до портів Дунаю і Дніпра. Морські судна пароплавства знаходяться під наглядом Регістра судноплавства України.
Річковий флот
Усього у складі річкового флоту компанії 75 самохідних суден і 245 одиниць несамохідного флоту. Річкові перевезення забезпечуються флотом ПрАТ «УДП» на всій судноплавній дільниці річки Дунай від портів Усть-Дунайськ (Україна) та Констанца (Румунія) до порту Кельхайм (Німеччина) та в зворотному напрямку. У 2016 році ПрАТ «УДП» збільшило свій флот на 60 барж-секцій..
Річковий флот складається з:
- річкових барж різних типів вантажопідйомністю від 1000 до 2300 тонн;
- річкових буксирів-штовхачів сумарною потужністю головної силової установки від 1050 до 3000 к.с.;
- самохідних суховантажних суден вантажопідйомністю 1814 тонн (сумарна потужність головної силової установки складає 2100 к.с., використовується також для штовхання баржевих составів). Усього в складі річкового флоту компанії 75 самохідних суден і 245 одиниць несамохідного флоту. ПрАТ «УДП» оперує також флотом закордонних спільних підприємств, що нараховує 125 одиниць несамохідного флоту.

Річковий флот здійснює перевезення:
- залізорудної сировини;
- вугілля і коксу;
- зернових вантажів;
- металів і різних генеральних вантажів;
- добрив навалом і в упакуванні;
- нафтопродуктів 3-го розряду;
- машин і устаткування;
- колісної техніки;
- вантажів у контейнерах;
- великогабаритних і великовагових вантажів.

Вага вантажу в караванах, які штовхають, при їхньому русі вверх проти течії досягає 13000 тонн, униз за течією — 7000-8500 тонн. Крім дунайських перевезень, річковий флот ПрАТ «УДП» здійснює перевезення великогабаритних і великовагових вантажів у морському, змішаному сполученні «річка-море» і з басейну Середземного моря на Каспій. Перевезення забезпечуються спеціалізованими понтонами «ТМІ-4» і чотирма понтонами типу «ПДМ-10» (понтони призначені для перевезення великогабаритних та великовагових вантажів, колісної техніки, трейлерів та контейнерів від порту відправлення до порту призначення). Понтони обладнані силовою установкою, якірним пристроєм, ходовими вогнями, брагою для морського буксирування, автоматикою, що забезпечує баластування та безпеку плавання. Вантажні операції здійснюються шляхом вертикального, горизонтального навантаження-вивантаження, а також накатом та стягуванням.